# Serviciu
În economie, un serviciu reprezintă o acțiune sau o prestație pentru care un consumator, o companie sau un guvern sunt dispuși să plătească. Exemple de servicii includ activitățile desfășurate de frizeri, medici, avocați, mecanici, bănci, companii de asigurări și altele. Serviciile publice sunt acelea pentru care societatea (statul național, uniunea fiscală sau regiunea) contribuie financiar în ansamblu. Utilizând resurse, competențe, ingeniozitate și experiență, furnizorii de servicii oferă beneficii consumatorilor. Serviciile sunt definite ca prestații intangibile prin care furnizorul adaugă valoare clientului.

## Caracteristici principale
Serviciile au trei caracteristici esențiale:

### Intangibilitate
Serviciile sunt, prin natura lor, intangibile. Spre deosebire de bunuri, ele nu pot fi fabricate, transportate sau stocate.
Serviciile nu pot fi păstrate pentru utilizare ulterioară; ele sunt generate și consumate în același timp.

### Perisabilitate
Serviciile sunt perisabile în două sensuri:
- Resursele, procesele și sistemele necesare pentru furnizarea serviciului sunt alocate într-o anumită perioadă de timp. Dacă serviciul nu este solicitat și consumat în această perioadă, resursele rămân neutilizate. Din perspectiva furnizorului, aceasta reprezintă o oportunitate de afaceri pierdută, în absența unei utilizări alternative pentru acele resurse. Exemple: Un frizer servește un alt client. Un loc neocupat într-un avion nu poate fi recuperat după decolare.

- După ce serviciul a fost complet prestat, acesta dispare în mod ireversibil. Exemplu: un pasager a fost transportat la destinație.

Furnizorul de servicii trebuie să presteze serviciul exact în momentul consumului. Serviciul nu se concretizează într-un obiect fizic și nu este independent de furnizor. Consumatorul de servicii este, de asemenea, inseparabil de prestația serviciului. Exemple: Consumatorul trebuie să fie prezent în scaunul frizerului sau în locul din avion. În mod similar, frizerul sau pilotul trebuie să fie în locația respectivă (salon sau avion) pentru a presta serviciul.

### Variabilitate
Fiecare serviciu este unic și nu poate fi replicat în exact aceleași condiții, deoarece timpul, locația, circumstanțele, condițiile, configurațiile actuale și/sau resursele alocate sunt diferite pentru fiecare prestare, chiar dacă același serviciu este solicitat de consumator. Multe servicii sunt considerate heterogene și sunt adesea personalizate pentru fiecare client sau pentru fiecare context în care sunt furnizate. Exemplu: Serviciul de taxi care transportă un client de acasă la locul de muncă diferă de cel care transportă același client de la locul de muncă acasă – alt moment al zilei, altă direcție, posibil un alt traseu, și probabil un alt șofer și alt taxi. Un termen mai uzual pentru aceasta este heterogenitate.

## Calitatea serviciilor
Pentru ca un furnizor de servicii să se extindă, este esențial să gestioneze eficient generarea și livrarea serviciilor la scară mare. Acesta reprezintă o problemă de calitate a serviciilor. Atât inputurile, cât și outputurile proceselor implicate în furnizarea serviciilor sunt extrem de variabile, la fel ca și interacțiunile dintre aceste procese, ceea ce îngreunează menținerea unei calități uniforme a serviciului. Multe servicii implică activități umane variabile și nu urmează procese standardizate, cu excepția serviciilor de utilitate publică. Factorul uman este adesea determinat ca factor cheie în succesul furnizării serviciilor. Cererea poate varia în funcție de sezon, momentul zilei, ciclurile economice etc. Consistența este crucială pentru stabilirea și menținerea relațiilor de afaceri durabile.

## Specificație
Orice serviciu poate fi definit clar, complet, consistent și concis prin intermediul atributelor standard care respectă principiul MECE (Mutually Exclusive, Collectively Exhaustive – Exclusivitate Mutuală, Exhaustivitate Colectivă).
- Beneficiile serviciului pentru consumator – (set de) beneficii care sunt accesibile, consumabile și efectiv utilizabile de către orice consumator autorizat și care sunt furnizate la cerere. Aceste beneficii trebuie descrise în termeni relevanți pentru consumatori.

- Parametrii funcționali specifici ai serviciului – parametrii esențiali pentru serviciul respectiv, care descriu dimensiunile importante ale serviciului, rezultatul acestuia sau impactul său, de exemplu, dacă pasagerul ocupă un loc de culoar sau de fereastră.

- Locația de livrare a serviciului – locația fizică și/sau interfața logică unde beneficiile serviciului sunt furnizate consumatorului. La acest punct, pregătirea livrării serviciului poate fi evaluată, iar livrarea poate fi monitorizată și controlată.

- Numărul de consumatori ai serviciului – numărul de consumatori care sunt capabili să utilizeze serviciul respectiv.

- Timpul de pregătire a serviciului pentru livrare – momentele în care serviciul este disponibil și toate elementele specificate ale serviciului sunt pregătite la punctul de livrare.

- Timpul de asistență pentru consumatori – momentele când echipa de suport („serviciul de asistență”) este disponibilă. Serviciul de asistență reprezintă Punctul Unic de Contact (PUC) pentru întrebările legate de serviciu. În aceste momente, serviciul de asistență poate fi contactat prin metode de comunicare uzuale (telefon, web etc.).

- Limba de suport pentru consumatori – limbile vorbite de echipa de suport.

- Ținta îndeplinirii serviciului – promisiunea furnizorului de a livra serviciul, exprimată ca raport între numărul livrărilor de servicii reușite și numărul cererilor de serviciu de către un singur consumator sau grup de consumatori într-o anumită perioadă de timp.

- Durata întreruperii serviciului – intervalul maxim permis între prima apariție a unei defecțiuni a serviciului și restabilirea completă și finalizarea livrării serviciului.

- Durata de livrare a serviciului – perioada maximă acceptabilă pentru a oferi efectiv toate beneficiile serviciului consumatorului.

- Unitatea de măsură a livrării serviciului – domeniul/numărul de acțiuni care constituie un serviciu livrat. Servește drept referință pentru Prețul serviciului, pentru toate costurile asociate serviciului, precum și pentru facturare și emiterea de facturi.

- Prețul serviciului – suma de bani pe care clientul o plătește pentru a beneficia de serviciu. De obicei, prețul include un tarif de acces la serviciu, care permite consumatorului să solicite serviciul, și un tarif pentru consumul efectiv al fiecărui serviciu livrat.

## Legături externe
Materiale media legate de Serviciu (economie) la Wikimedia Commons